# Canscora schultesii
Canscora schultesii är en gentianaväxtart som beskrevs av Nathaniel Wallich. Canscora schultesii ingår i släktet Canscora och familjen gentianaväxter. Inga underarter finns listade i Catalogue of Life.